# Flames of War
Flames of War est un jeu de figurine à l'échelle 1/100 (15 mm) produit par l'entreprise néo-zélandaise Battlefront et dont le cadre est, à l'origine, la Seconde Guerre mondiale. Depuis quelques années, d'autres périodes sont apparues.
Flames Of War permet de simuler des combats à l'échelle de la compagnie pendant l'ensemble de la durée du conflit. Dans ce jeu, une figurine de fantassin représente 1 homme et une figurine de véhicule représente 1 véhicule. Le système de règles privilégie le plaisir et la rapidité de jeu au détriment d'une simulation précise de la réalité. Le format de jeu le plus courant est de 100 points d'armée (depuis la version 4 des règles), sur une table de jeu de 1,20 m x 1,80 m, permettant de faire une partie en 2h30 maximum. Chaque partie est organisée par un "scénario" qui indique les zones de placement de chaque joueur, les conditions de victoire et la durée de la partie en nombre de tours. L'utilisation d'objectifs, placés par chacun des joueurs sur la table, incitent a ne pas rester passif: l'attaque rapporte toujours plus de points de victoire que la défense car il s'agit de contrôler des positions sur la table de jeu.

## Règles et listes d'armées
Flames Of War s'inspire beaucoup de la société Games Workshop pour ce qui concerne les livres de règles et les listes d'armées. Dans la première édition du jeu, quelques listes d'armées seulement étaient disponibles pour certains des protagonistes (Allemagne, Angleterre, Italie, URSS, États-Unis). Depuis la deuxième édition de la règle, toutes les nations européennes ayant participé aux combats en Europe continentale ou en Afrique du Nord, depuis 1939, bénéficient de listes d'armée, soit sous forme de livres ou sous forme de fichiers PDF disponible sur le site de l'éditeur.
La version 3 (V3) des règles est parue en 2013. (Les listes ci-dessous sont compatibles V3).
La quatrième édition (V4) est publiée à partir de 2017. Refondant les règles et les listes d'armées, elle rend caduque tous les livres de la précédente édition, bien qu'elle ne recouvre que progressivement les périodes précédemment simulées : initialement le milieu de guerre (1942-43) puis la fin de guerre (1944-45)

## 4ème édition
Reprenant le corpus de règle commun, les livres de la 4ème édition sont équilibrés pour être joués par période historique

### Milieu de la guerre (1942-43)
- Desert rats, publié en 2017 puis complété et remplacé par Armoured Fist (publié en 2018), traitant des britanniques en Afrique du Nord.

- Fighting First, publié en 2017, traitant des forces américaines en Afrique du Nord.

- Avanti, publié en 2018, traitant de l'armée italienne.

- Afrika Korp, publié en 2017, portant sur l'armée allemande en Afrique du Nord.

- Red Banner

- Ennemy at the Gates

- Iron Cross

- Ghost Panzer

Ainsi que les livrets suivants :
- All American
- Death From Above
- Red Devils
- Brave Romania
- White Death
- Hungarian Steel

En 2022 sont éditées deux compilations, *North Africa* et *East Front*, reprenant les livres et livrets suscités et y ajoutant des unités et formations supplémentaires.

### Fin de la guerre (1944-45)
- Fortress Europe

- Bagration : German

- Bagration : Axis allies

- Bagration : Soviet

- Berlin : German

- Berlin : Soviet

## 3ème édition

### Début de la guerre (1939-41)
Blitzkrieg : Ce livre contient les armées jouables sur le front de l'ouest. Les nations jouables sont les Allemands, Français, Polonais et Anglais.
 Rising Sun : couvre les batailles en Finlande et en Mongolie. Les nations jouables sont les Japonais, Soviétiques et Finlandais
 Hellfire and Back : couvre les batailles en Libye et en Égypte entre l'invasion italienne de l'Égypte, le 13 septembre 1940 jusqu'à la fin de l'Opération Crusader à la fin de décembre 1941.
 Burning Empires : couvre les batailles en Grèce, au Liban et quelques autres batailles d'Afrique.
Les nations jouables sont les Allemands, Français, Grecs, Anglais et Italiens.
Desert War : 40-41 (contient HellFire and Back et Burning Empires)
Barbarossa : Couvre l'invasion de l'URSS par les Allemands de juin à décembre 1941.

### Milieu de Guerre (1942-43)
Eastfront: Ce livre contient les armées jouables sur le front de l'est pendant le milieu de guerre (1942-43). Les nations jouables sont les Allemands, Finlandais, Hongrois, Italiens, Roumains et Russes (soviétiques). Remplace OstFront.
 North Afrika: Ce livre contient les armées jouables sur le front Africain et Italien pendant le milieu de guerre (1942-43) de la guerre du désert à l'invasion de la Sicile. Les nations jouables sont les Allemands, Anglais (troupes de l'empire et du commonwealth), Italiens et Américains. Remplace Afrika.
Mid War : 42-43 (contient North Africa & Eastern Front)
Mid-War Monsters : Couvre les quelques chars Expérimentaux des diverses nations.

### Fin de Guerre (1944-45)
Fortress Europe: Ce livre, est le premier de la série de Fin de guerre (1944-45). Il contient des listes d’armées génériques jouables pour l'ensemble des fronts en Europe. Les nations jouables sont les Allemands, Américains, Anglais et Russes.
Il remplace Festung Europa.

#### Front Ouest
- Bataille de Normandie:

1. "D Minus 1 " qui fournit des listes d'armée pour les régiments alliés de parachutistes lors du jour J
2. "Bloody Omaha" consacré au débarquement Américain sur la plage d'Omaha Beach
3. "D-Day" qui couvre l'ensemble du débarquement, le 6 juin 1944
4. "Villers-Bocage" qui couvre l'affrontement entre des Tigres I et l'avant-garde de la 7th division blindée britannique, en juin 1944
5. "Monty's meatgrinders" qui couvre les combats autour de Caen, en juillet 1944
6. "Cobra: The Normandy Breakout" qui couvre la percée américaine en Normandie, en août 1944

Au mois de décembre 2010 est paru un coffret (baptisé D-Day) contenant deux nouveaux ouvrages (disponibles depuis indépendamment) :
- Earth & Steel (pour le camp de l'Axe)

- Turning Tide (pour le camp des Alliés),

qui constituent une compilation et une remise à jour des listes d'armées contenues dans les six suppléments précédents, ainsi que de nouvelles unités soit sorties auparavant sur le site officiel de Battlefront au format PDF, soit inédites.
Remplaçés (V3) eux-mêmes en 2013 par
- Atlantik Wall : pour les Allemands

- Overlord : pour les Alliés

- HOLLANDE 1944

* Opération aéroportée Market-Garden:
1. "Hell's Hghway" qui couvre les combats autour d'Eindhoven et de Nimegues. (remplacé par Market Garden et Bridge by Bridge)
2. "A Bridge to Far" qui couvre les combats pour Arnhem. (remplacé par Market Garden et Bridge by Bridge)
3. Market Garden : Tous les Alliés en Hollande.
4. Bridge by Bridge : Tous les Allemands en Hollande.

- FRANCE 1944

1. Blood, Guts and Glory : Les combats en Alsace Lorraine de fin 1944 à début 1945.

1. Devil' Charge : La bataille des Ardennes de Décembre 1944.

1. Nuts! : Les combats pour Bastogne pendant la bataille des Ardennes en Décembre 1944.

ALLEMAGNE 1944-1945
- Bridge at Remagen : La bataille pour la traversée du Rhin en février/Avril 1945.

#### Front Est
- Stalin's Europe: concerne l'invasion de l’Europe de l'Est, principalement en Hongrie, d'octobre 1944 à février 1945. Listes Russes, Allemandes, Roumaines et Hongroises.
- Operation Bagration:

1. "Stalin's Onslaught"
2. "Hammer & Sickle"
3. "River of Heroes"

- Berlin 1945
- Desperate Measures : la poussée Soviétique sur Berlin.

- Berlin : La défense Allemande.

#### Front Sud
- Cassino en 1944 sur la bataille du même nom.

- Dogs and Devils, supplément traitant de la bataille d'Anzio en 1944.

- Fortress Italy : Listes de L'Axe. Annule et remplace Cassino et Dogs and Devils.
- Road to Rome : Listes Alliées Annule et remplace Cassino et Dogs and Devils.

### Pacifique
- Banzaï : Couvre les Troupes Japonaises de décembre 1941 à août 1945.

- Gung Ho : Couvre les Marines de 1941 à 1945.

#### Autres guerres
WW1
Great War : la guerre de 1914 à 1918.
VIETNAM
- Tour of Duty : Une version moderne du jeu, permettant de simuler les combats tactiques de la Guerre du Vietnam de 1965 à 1971, est apparue pour Noël 2009. Seules quelques références sont sorties (hélicoptères, figurines de fantassins et marqueurs de jeu). Rien ne dit que cette période de la Guerre du Vietnam sera développée par l'éditeur sous forme de sorties régulières.

- Brown Water Navy : La bataille du Mékong de 1965 à 1969.

- Tropic Lightning : Blindés et combat depuis les airs en 1965 à 1971.

GUERRE DES 6 JOURS
Fate of a Nation : Guerres Israélo-Arabes de 1967 à 1973.
WW3
Team Yankee: Une hypothétique Troisième guerre mondiale...